# St. Laurentius (Luka)

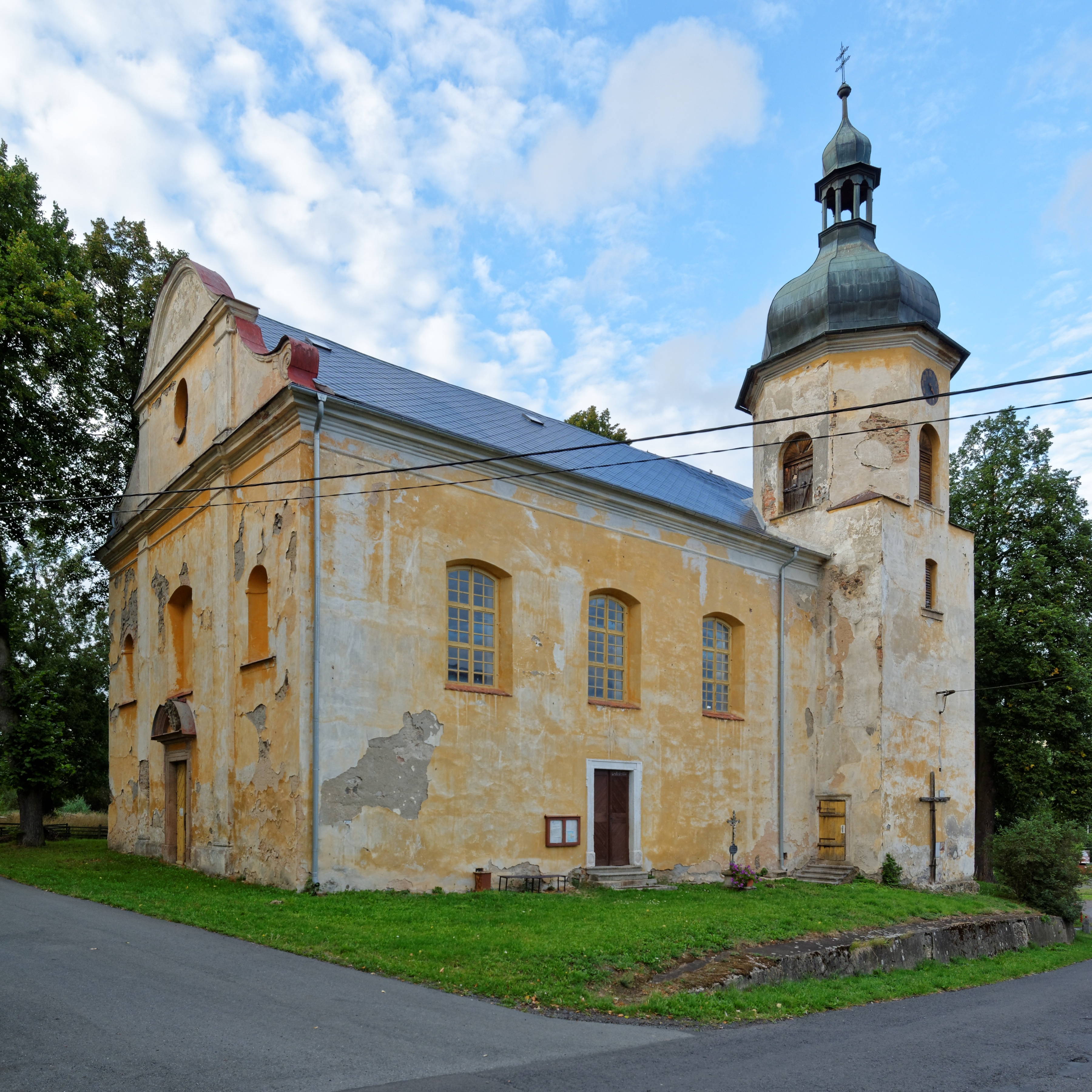
Seitenansicht

Die römisch-katholische Pfarrkirche St. Laurentius (tschechisch kostel sv. Vavřince) in dem tschechischen Ort Luka (Gemeinde Verušičky, deutsch Luck), ist ein barocker Kirchenbau, der im Jahr 1722 errichtet wurde und seit 1958 ein geschütztes Kulturdenkmal ist.

## Geschichte

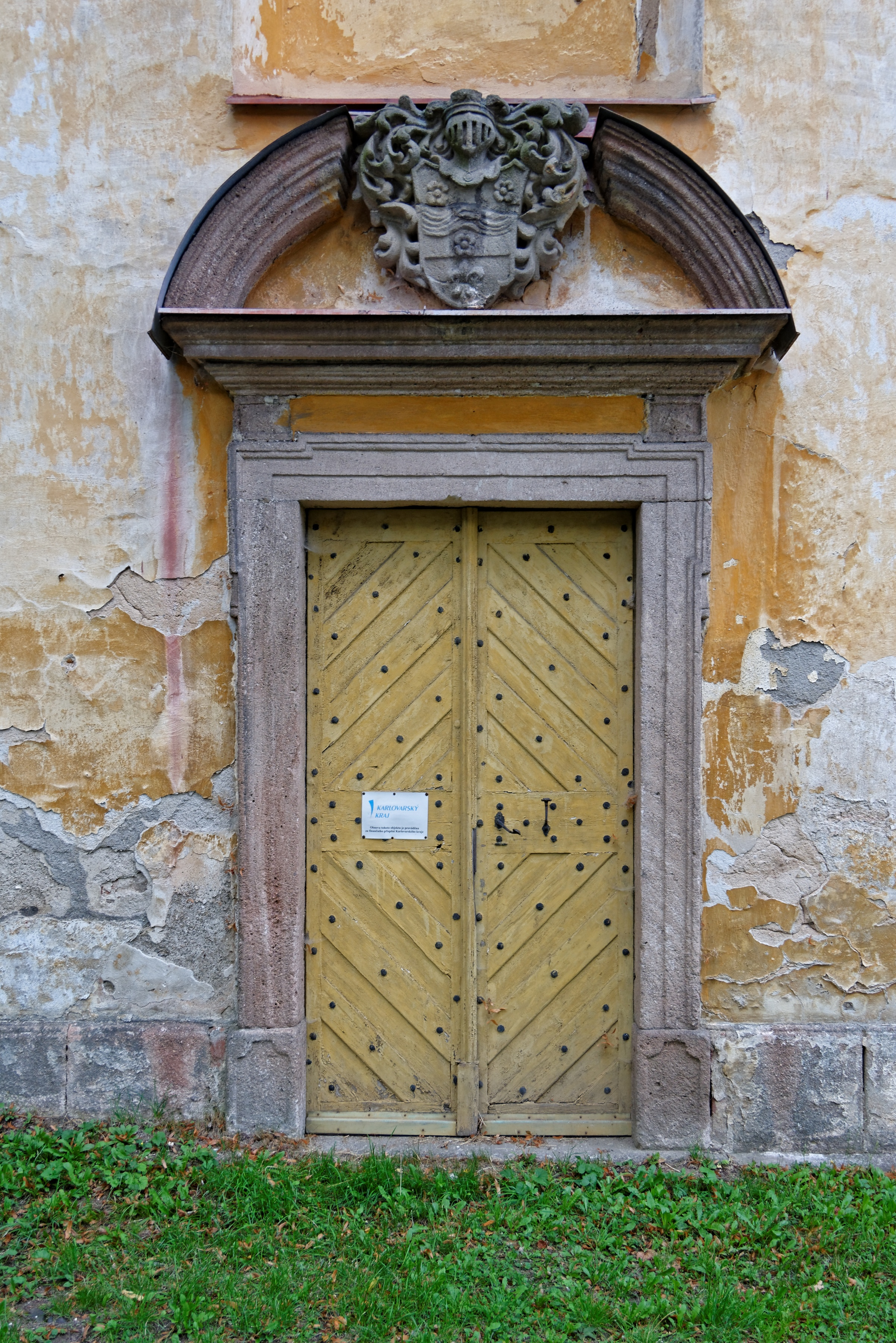
Eingangsportal

Ein erstes Gotteshaus im Stil der Gotik wurde in Luka in der Mitte des 14. Jahrhunderts auf einer Anhöhe errichtet. Im Jahre 1357 wurde die Kirche erstmals schriftlich erwähnt. Zudem erscheint sie in den Jahren 1384, 1385, 1399 und 1405 im päpstlichen Zehntenregister. Von 1554 bis 1624 war die Pfarrei mit einem lutherischen Seelsorger versehen. Angeblich soll die Kirche nach der Schlacht am Weißen Berg von kaiserlichen Truppen niedergebrannt worden sein. 1650 erhielt der Ort mit Johann Langheim einen katholischen Priester.
1722 ließ der damalige Grundherr Christoph Adalbert Putz von Breitenbach die Kirche im Stil des Barock neu erbauen, wie auch sein Wappen über dem Eingangsportal belegt. Die Kirche wurde am Sonntag nach dem Fest des hl. Erzengels Michael feierlich geweiht. Eine neue Glocke, das sogenannte Wandlungsglöcken, hatte man am 12. Juni 1724 im Kirchturm installiert. Auf Initiative des damaligen Pfarrers Andreas Martin wurden im Jahre 1789 aus zwei aufgehobenen Klöstern ein neuer Hauptaltar aus der Prager Neustädter Corpus-Christi-Kirche, ein Seitenaltar aus der Prager Altstädter Kirche St. Stephanus und eine Statue des hl. Wenzel sowie ein Messgewand und zwei Dalmatiken nebst Zugehör erworben. Den alten Hauptaltar hatte man in der St.-Anna-Kapelle in Luka als Hochaltar aufgestellt.
1819 wurde der Friedhof vergrößert. 1820 schenkte Maria Gräfin Czernin von Chuderitz, Stiftsdame im Prager Neustädter Kloster und Grundfrau der Pfarrkirche von Luck, ein von ihr selbst gefertigtes Altartuch. 1822 erfolgte eine Renovierung, bei der auch ein neuer Altartisch angeschafft wurde. 1828 wurde das alte sogenannte Wandlungsglöcken, das einen Sprung hatte, durch eine neue dreißig Pfund schwere Glocke ersetzt. 1832 ließ der damalige Kirchenpatron Johann Hladrik das Kirchendach mit neuen Schindeln eindecken.
Durch ein undichtes Dach drang in neuerlicher Zeit in das Kircheninnere Feuchtigkeit ein, wodurch die Malereien der Holzdecke beschädigt wurden. Nach der Reparatur des Daches setzte man einen Teil des Deckengemäldes instand. 2007 erfolgte in einer letzten Phase die Befestigung der Holzdecke, wobei auch der Dachstuhl restauriert wurde. 2011 erhielt die Kirche schließlich ein neues Dach und ein Jahr später einen neuen Turmhelm mit Blitzableiter.

## Architektur
Die Kirche besitzt einen rechteckigen Grundriss mit dreifach geschlossenem Presbyterium. An der Südwand schließt sich achteckiger Glockenturm an. Das sandsteinerne Eingangsportal an der Westfassade ist mit dem Wappen der Familie Putz von Breitenbach versehen. Die hölzerne Kirchendecke ist mit dem Bild der Himmelfahrt der Jungfrau Maria umgeben von Symbolen der Evangelisten bemalt.

## Bestattungen
In den Kirchengrüften wurden bestattet:
- 1722 Familie der Grafen von Werschowetz, in einem Sarg neu bestattet
- 1726 Christoph Adalbert Putz von Breitenbach
- 1740 Johann Ferdinand Wenzel Franz Ignaz Simon Putz von Breitenbach
- 1742 Anna Maria Putz von Breitenbach, geb. Haas
- 1742 Franz Anton Putz von Breitenbach
- 1742 Johann Reimarth, von 1731 bis 1742 Pfarrer von Luck[1]
- 1747 Wenzel Leopold Putz von Breitenbach
- 1755 Antonia Theresia Putz von Breitenbach, geb. von Hard